# Ionel Sold
Ionel Sold (n. 18 iunie 1955, Arad, România) este un fost antrenor de kaiac-canoe la Tehno Metal București și fost sportiv de performanță la Kaiac. Dublu campion național și medaliat la europene, regate internaționale.

## Începuturi
În urma pierderii unui copil de doar șapte luni de zile, familia Sold a fost binecuvântată cu un alt copil predestinat unei cariere sportive de performanță și schimbarea destinului unei națiuni.
Plecând să-și facă studiile gimnaziale la Arad, descoperă în anul 1968, pe marginea Mureșului, Clubul de Kaiac-Canoe "Voința Arad" unde s-a îndrăgostit de apă și barcă, această pasiune fiind transformată în timp în performanță.

## Viața de club
În urma antrenamentelor efectuate împreună cu domnul antrenor Barbatei Dorin, ajunge la titlul de dublu campion național în 1973 Kaiac simplu 500 m și în 1974 la Kaiac simplu 1000 m. În urma celor două victorii obținute, este selecționat în lotul național al României sub conducerea antrenorilor Igor Lipalit și Corneliu Bârsănescu. 
În urma bunelor rezultate date la lotul național, este selecționat de către Clubul Sportiv Steaua București, unde își face și serviciul militar.

## Performanțe Naționale
-1971 - Medalia de bronz la Kaiac simplu 500 m-1972 - Medalia de argint la Kaiac dublu Furdui Marcel 1000 m
-1973 - Medalia de aur la Kaiac simplu Campion Național 500 m
-1974 - Medalia de aur la Kaiac simplu Campion Național 1000 m 
-1974 -Medalia de bronz la Seniori la Kaiac dublu cu West Reinhardt 10.000 m fond

## Performanțe Internaționale
Regate Internaționale, mondiale și europene, a câștigat 36 de medalii.

## Viața de antrenor
În 1979 lucrând la "Tehno Metal București", în urma performanțelor sportive la Kaiac-Canoe, împreună cu conducerea întreprinderii, au dus la nașterea "Clubului Sportiv Tehno Metal București" secția Kaiac-canoe, sub conducerea președintelui Zota Gheorghe.
Antrenamentele desfășurate sub conduerea lui Ionel Sold au dus la performanța de obținere a titlurilor de campioni naționali și titlul de vice-campion mondial câștigat de Ionescu Alexandru Lumumbo, Italia 1985.

## Medaliat la categoria sporturi cu motor
În anii 80, Ionel Sold a obținut medalia de argint la secția motociclism, Campionatul Six-Days sub conducerea antrenorului Iancu.

## Viața după cariera sportivă
În iarna anului 1989, Ionel Sold este printre primii care ocupă studioul nr. 4 al Televiziunii Române împreună cu sportivii de la Tehno Metal București, secția Kaiac.
Acesta organizând protecția celor aflați în studiul 4 și vorbește poporului din punct de vedere a unui om liber, nu ca angajat al Televiziunii Române alături de coordonatorul din nopțile fierbinți ale Revoluției Teodor Brateș.
Membru fondator al mișcării ecologiste din România, împreună cu Racovițan Sorin.